# コラード・セグレ
コラード・セグレ（伊: Corrado Segre、1863年8月20日 - 1924年5月18日
）は、イタリアの数学者。代数幾何学の初期の発展に大きく貢献した。

## 経歴
アブラモ・セグレ（Abramo Segre）とエステラ・デ・ベネデッティ（Estella De Benedetti）の間に生まれた。1870年にトリノに移住した。トリノ大学に入学してエンリコ・ドヴィディオに師事した。1883年、射影空間の二次曲面に関する博士論文を発表し、代数学と解析幾何学の教授を務めていたドヴィディオの助手となった。1885年には図法幾何学教授の助手を担当した。その後、1888年までジュゼッペ・ブルーノの代理として射影幾何学を教えた。同年、ドヴィディオの後任として高等幾何学教授に就任し、生涯この席を保持した。セグレとペアノの功績によってトリノ大学は幾何学で名を上げた。二人の講義は「対立的ではなくむしろ補完的であった」と言及されている。
セグレは早い時期からクラインのエルランゲン・プログラムの影響を受けた。1885年、平面上の円錐曲線に関する論文で、群論がどのように研究を促進するかを述べた。ホーキンスが「平面上の円錐曲線の集合はP5(C)と同一視される」と述べているように、円錐曲線の射影的対応（projectivity）の群は円錐曲線を置換する群である。また、エルランゲン・プログラムを周囲に紹介するため、ジーノ・ファノに伊語訳を依頼し、Annali di Matematica Pura ed Applicata に発表させた。
カール・フォン・シュタウトの Geometrie der Lage（1847）に感動したセグレは、マリオ・ピエリに翻訳を依頼した。1889年、セグレの執筆したフォン・シュタウトの伝記とともに Geometria di Posizione が発表された。
セグレは多重複素数（とりわけ双複素数）を考えることで代数幾何学を発展させた。 1892年に Mathematische Annalen へ寄稿した論文ではハミルトンとクリフォードの双四元数の仕事を拡張した。しかし、それ以前に双複素数を予期していた「テッサリン」の先行研究に言及することはなかった。
セグレの作品のうち、英語圏で最も有名なものの一つに、J. W. ヤングによって翻訳された、イタリアの学生を鼓舞したエッセイがある。
1926年、H. F. ベイカーはセグレをイタリア代数幾何学派の"父"であると形容した。
セグレがクライン百科事典に寄稿した1912年の記事 Mehrdimensionale Räume は200頁に及んだ。ベイカーはセグレを尊敬して次のように述べ、クーリッジ（1927）もこれを引用している。
For completeness of detail, breadth of view, and generous recognition of the work of a host of other writers, this must remain for many years a monument of the comprehensiveness of the man.

## 著作物
- Segre, Corrado (1892), “Le rappresentazioni reali delle forme complesse e gli enti iperalgebrici”, Mathematische Annalen 40:  413–467, doi:10.1007/bf01443559
- Segre, Corrado (1912). Mehrdimensionale Räume